# AMVER
AMVER der er en forkortelse for Automated Mutual-Assistance Vessel Rescue System, er et skibsmeldesystem til brug ved eftersøgning og søredningsarbejde. 
Det er et verdensomspændende system som gør det muligt at identificere hvilke andre skibe, der er i et område med en nødmelding, således at de kan dirigeres til assistance. 
Informationerne, som skibene giver til Amver er tilgængelige for RCC (rescue coordination centre) i hele verden, men informationerne bliver kun brugt til SAR (søredning og eftersøgning). Systemet har fungeret siden 1958 og et frivilligt system, som U.S. Coast Guard står bag. 
Hele overvågningen er nu computerstyret, og man forsøger konstant at udvide antallet af deltagende skibe. For øjeblikket deltager skibe fra mere end 143 lande, og 81 danske skibe blev i 2001 hædret af den amerikanske kystvagt for deres aktive deltagelse i systemet  (dvs. at de det år havde mindst 128 rapporteringer om deres position – lige så mange andre danske skibe deltog dog også, men uden at opnå tilstrækkelige rapporteringer til et hædersbevis). 
Systemet fungerer ved at de tilmeldte skibes positioner hele tiden registreres, hvorfor man undgår unødige kursafvigelser ved en nødmelding, idet redningscentrene kan nøjes med at dirigere de skibe, der er bedst placeret, til at undsætte det nødstedte skib. I dag deltager over 12.000 skibe fra alverdens lande i AMVER, og i gennemsnit rapporterer 2.800 skibe deres positioner til AMVER hver dag, og Søfartsstyrelsen opfordrer danske skibe til at deltage i AMVER.